# Nezumia

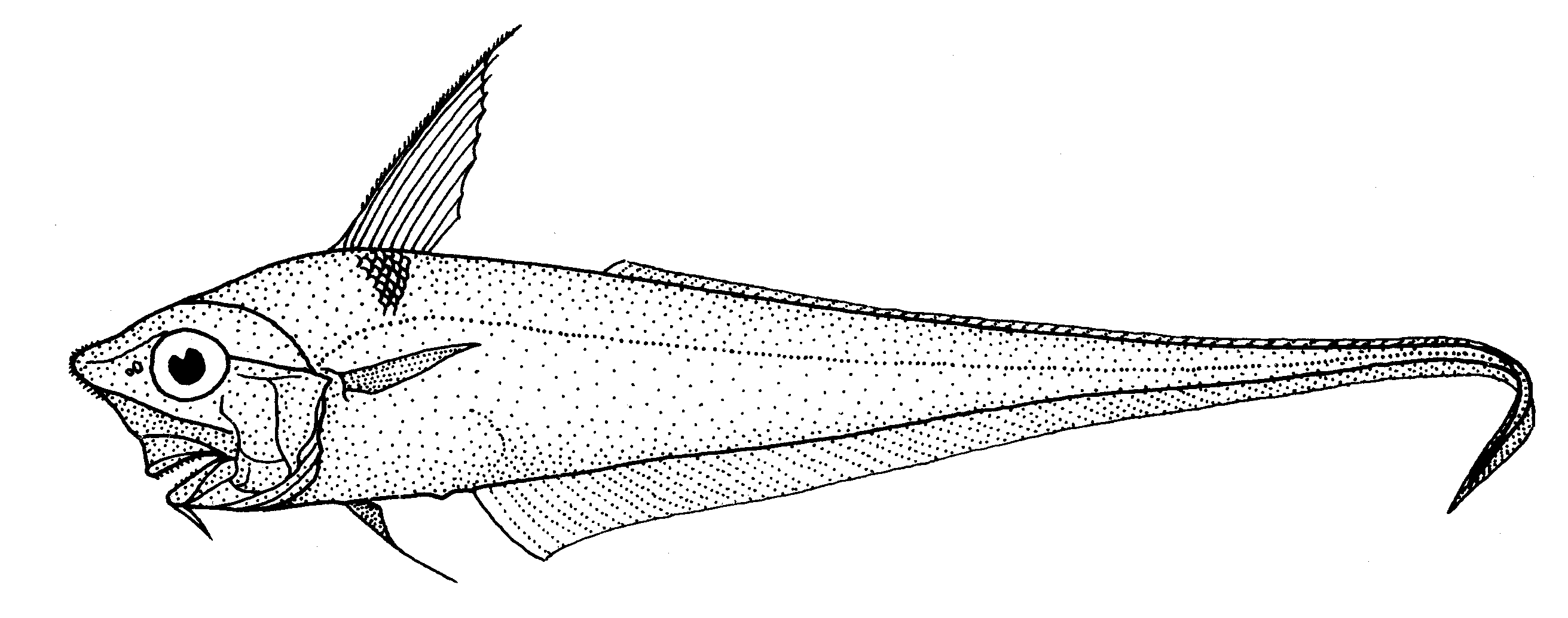
Nezumia namatahi

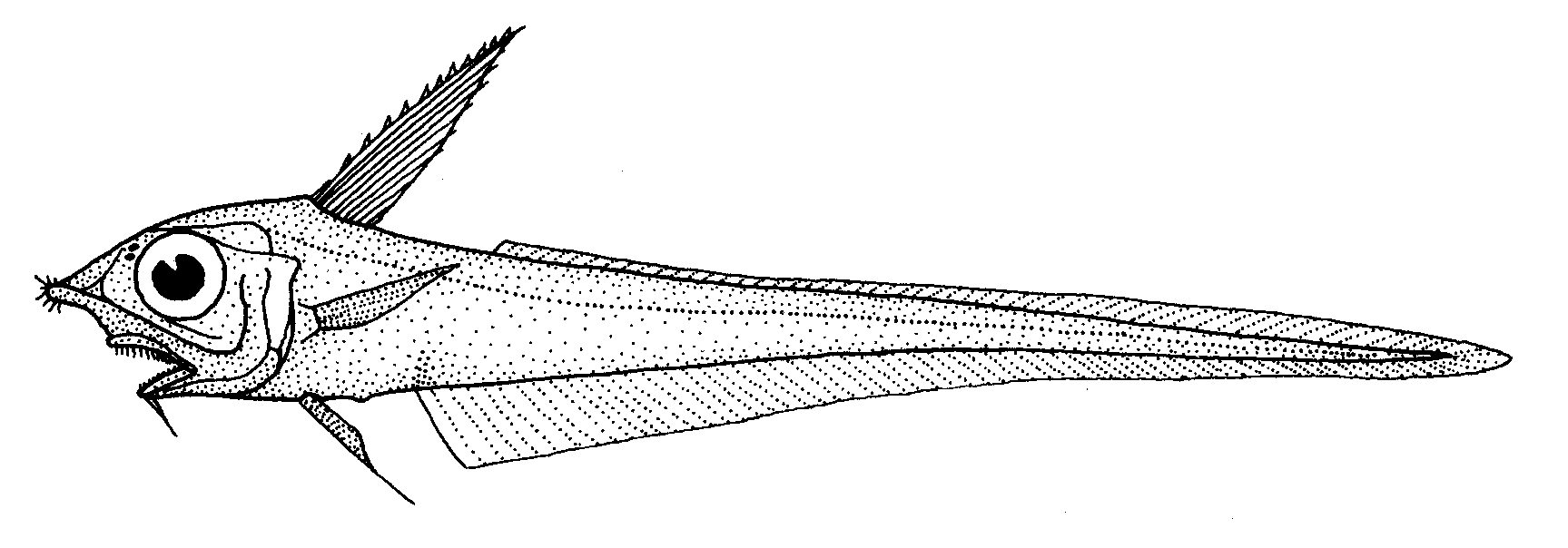
Nezumia toi

Nezumia és un gènere de peixos actinopterigis de la família dels macrúrids i de l'ordre dels gadiformes.

## Taxonomia
- Nezumia aequalis (Günther, 1878)[3]
- Nezumia africana (Iwamoto, 1970)[4]
- Nezumia aspidentata (Iwamoto & Merrett, 1997)[5]
- Nezumia atlantica (Parr, 1946)[6]
- Nezumia bairdii (Goode & Bean, 1877)[7]
- Nezumia brevibarbata (Barnard, 1925)[8]
- Nezumia brevirostris (Alcock, 1889)[9]
- Nezumia burragei (Gilbert, 1905)[10]
- Nezumia cliveri (Iwamoto & Merrett, 1997)[5]
- Nezumia coheni (Iwamoto & Merrett, 1997)[5]
- Nezumia condylura (Jordan & Gilbert, 1904)[11]
- Nezumia convergens (Garman, 1899)[12]
- Nezumia cyrano (Marshall & Iwamoto, 1973)[13]
- Nezumia duodecim (Iwamoto, 1970)[4]
- Nezumia ectenes (Gilbert & Cramer, 1897)[14]
- Nezumia evides (Gilbert & Hubbs, 1920)[15]
- Nezumia holocentra (Gilbert & Cramer, 1897)[14]
- Nezumia infranudis (Gilbert & Hubbs, 1920)[15]
- Nezumia investigatoris (Alcock, 1889)[9]
- Nezumia kamoharai (Okamura, 1970)[16]
- Nezumia kapala (Iwamoto & Williams, 1999)[17]
- Nezumia kensmithi (Wilson, 2001)[18]
- Nezumia latirostrata (Garman, 1899)[19]
- Nezumia leucoura (Iwamoto & Williams, 1999)[17]
- Nezumia liolepis (Gilbert, 1890)[20]
- Nezumia longebarbata (Roule & Angel, 1933)[21]
- Titolot llorigat (N. loricata) (Garman, 1899)[19]
- Nezumia merretti (Iwamoto & Williams, 1999)[17]
- Nezumia micronychodon (Iwamoto, 1970)[4]
- Nezumia milleri (Iwamoto, 1973)[22]
- Nezumia namatahi (McCann & McKnight, 1980)[23]
- Nezumia obliquata (Gilbert, 1905)[24]
- Nezumia orbitalis (Garman, 1899)[19]
- Nezumia parini (Hubbs & Iwamoto, 1977)[25]
- Nezumia polylepis (Alcock, 1889)[9]
- Nezumia propinqua (Gilbert & Cramer, 1897)[14]
- Nezumia proxima (Smith & Radcliffe, 1912)[26]
- Nezumia pudens (Gilbert & Thompson, 1916)[27]
- Nezumia pulchella (Pequeño, 1971)[28]
- Nezumia sclerorhynchus (Valenciennes, 1838)[29]
- Nezumia semiquincunciata (Alcock, 1889)[9]
- Nezumia soela (Iwamoto & Williams, 1999)[17]
- Nezumia spinosa (Gilbert & Hubbs, 1916)[30]
- Nezumia stelgidolepis (Gilbert, 1890)[20]
- Nezumia suilla (Marshall & Iwamoto, 1973)[31]
- Nezumia tinro (Sazonov, 1985)[32]
- Nezumia toi (McCann & McKnight, 1980)[23]
- Nezumia tomiyamai (Okamura, 1963)[33]
- Nezumia umbracincta (Iwamoto & Anderson, 1994)[34]
- Nezumia ventralis (Iwamoto, 1979)[35]
- Nezumia wularnia (Iwamoto & Williams, 1999)[17][36][37][38][39][40][41][42]